# ピアノソナタK.533/494

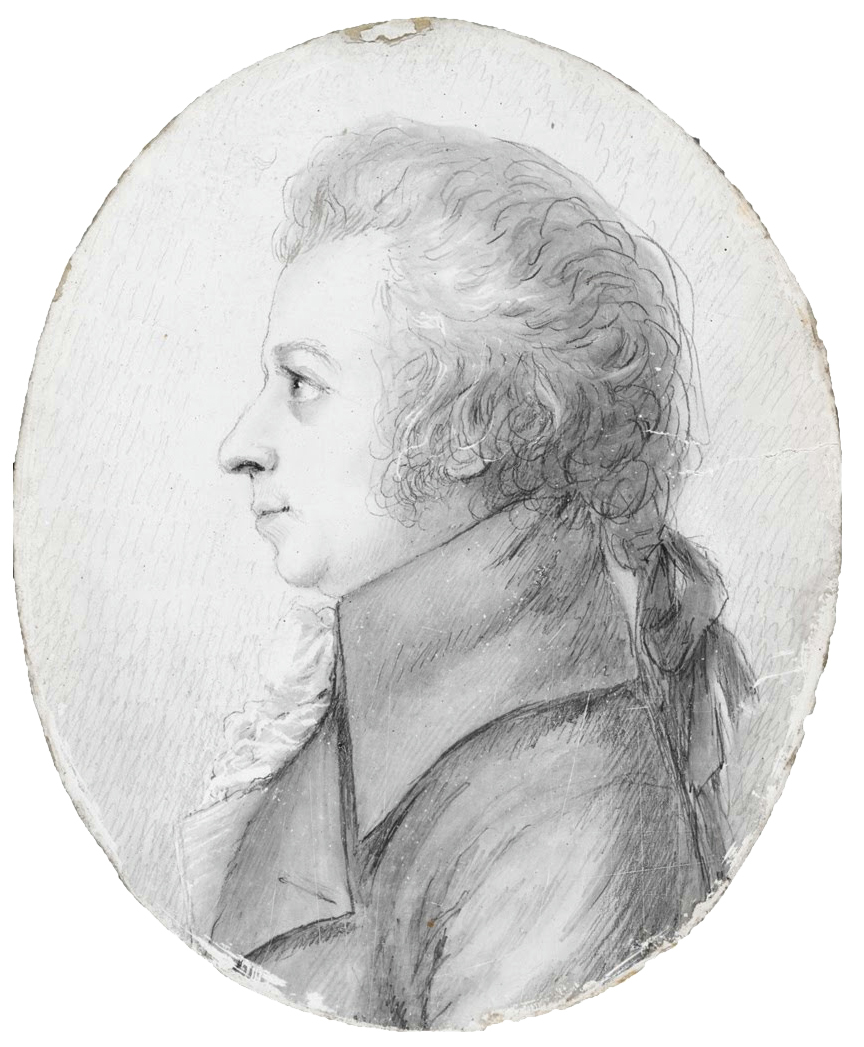
ドーラ・シュトックによるモーツァルトの肖像画（1789年）

ピアノソナタ ヘ長調 K. 533/494は、ヴォルフガング・アマデウス・モーツァルトが作曲したピアノソナタ。旧モーツァルト全集では第18番、新モーツァルト全集では第15番とされる。

## 概要
2つのケッヘル番号が並べられているのは改訂や異稿などではなく、3つの楽章のうち第1楽章と第2楽章（K. 533）が1788年、第3楽章（K. 494）が1786年、と異なる時期に書かれたからである。1788年1月3日に自作カタログに記載され、同年にホフマイスター社から出版された。
第3楽章のロンドは1787年に単独で出版されている（旧モーツァルト全集では『ロンド第2番 ヘ長調 K. 494』として出版された）が、ピアノソナタとしてまとめるにあたってカデンツァおよび27小節にわたる終結部が追加された。アルフレート・アインシュタインは第1、第2楽章と第3楽章の様式の不一致を指摘しつつも、第3楽章の短調のエピソードの見事さを評価し、「あまりに豊かで完全なので、門外漢は『様式の分裂』に気づかないだろう」と評している。
後に、ノルウェーの作曲家エドヴァルド・グリーグによって『第16番（旧第15番）ハ長調 K. 545』と共に2台ピアノ用に編曲されている。

## 曲の構成
- 第1楽章 アレグロ
ヘ長調、2分の2拍子、ソナタ形式。
お使いのブラウザーでは、音声再生がサポートされていません。音声ファイルをダウンロードをお試しください。
- 第2楽章 アンダンテ
変ロ長調、4分の3拍子、ソナタ形式。
お使いのブラウザーでは、音声再生がサポートされていません。音声ファイルをダウンロードをお試しください。
- 第3楽章 ロンド：アレグレット
ヘ長調、2分の2拍子、ロンド形式。
お使いのブラウザーでは、音声再生がサポートされていません。音声ファイルをダウンロードをお試しください。

## 楽曲が用いられた作品
- 来る - 2018年公開の日本映画。この曲の主題をベースにした音楽が登場する。-